# US-amerikanische Fußballnationalmannschaft (U-20-Männer)
Die US-amerikanische U-20-Fußballnationalmannschaft ist eine Auswahlmannschaft US-amerikanischer Fußballspieler. Sie unterliegt der United States Soccer Federation und repräsentiert ihn international auf U-20-Ebene, etwa in Freundschaftsspielen gegen die Auswahlmannschaften anderer nationaler Verbände, aber auch bei der CONCACAF U-20-Meisterschaft oder bei der U-20-Fußball-Weltmeisterschaft.
Das beste Ergebnis bei einer Weltmeisterschaft erreichte die Mannschaft bei der Junioren-Fußballweltmeisterschaft 1989 in Saudi-Arabien. Die damalige U-20 Auswahl spielte sich bis ins Halbfinale und unterlag dort Nigeria mit 2:1 nach Verlängerung. Im anschließenden Spiel um Platz 3 verloren die USA gegen Brasilien und wurden somit Vierter.
Die CONCACAF U-20-Meisterschaft konnte bislang einmal gewonnen werden, das CONCACAF Jugendturnier wurde ebenfalls einmal gewonnen.

## Teilnahme an Junioren-Fußballweltmeisterschaften
| 1977 in Tunesien                | nicht qualifiziert |
| 1979 in Japan                   | nicht qualifiziert |
| 1981 in Australien              | Erste Runde        |
| 1983 in Mexiko                  | Erste Runde        |
| 1985 in der Sowjetunion         | nicht qualifiziert |
| 1987 in Chile                   | Erste Runde        |
| 1989 in Saudi-Arabien           | 4. Platz           |
| 1991 in Portugal                | nicht qualifiziert |
| 1993 in Australien              | Viertelfinale      |
| 1995 in Katar                   | nicht qualifiziert |
| 1997 in Malaysia                | 2. Runde           |
| 1999 in Nigeria                 | 2. Runde           |
| 2001 in Argentinien             | 2. Runde           |
| 2003 in den Ver. Arab. Emiraten | Viertelfinale      |
| 2005 in den Niederlanden        | 2. Runde           |
| 2007 in Kanada                  | Viertelfinale      |
| 2009 in Ägypten                 | Erste Runde        |
| 2011 in Kolumbien               | nicht qualifiziert |
| 2013 in der Türkei              | Erste Runde        |
| 2015 in Neuseeland              | Viertelfinale      |
| 2017 in Südkorea                | Viertelfinale      |
| 2019 in Polen                   | Viertelfinale      |
| 2021 in Indonesien              | Turnier abgesagt   |
| 2023 in Argentinien             | Viertelfinale      |

## Bisherige Trainer
- Angus McAlpine 1983
- Derek Armstrong 1987
- Bob Gansler 1989
- Bobby Howe 1993
- Jay Hoffman 1997
- Sigi Schmid 1998–1999, 2005
- Wolfgang Sühnholz 1999–2001
- Thomas Rongen 2002–2004
- Thomas Rongen 2006–2011

## Erfolge
- CONCACAF U-20-Meisterschaft
  - Sieger (2): 2017, 2018